# 賓夕法尼亞州律師公會
賓夕法尼亞州律師公會（Pennsylvania Bar Association (PBA)）為美國賓夕法尼亞州屬於律師及法律學生的之自願性律師公會。公會提供會員福利，包括出版物、執業支持、律師資訊網絡提供，以及法學持續教育。

## 會員要求
賓夕法尼亞州律師公會的會員資格對任何信譽良好、並且擁有賓夕法尼亞州律師執業證照的律師開放入會。準會員資格即是對在其他州獲得律師執業證照，但在賓夕法尼亞州沒有律師執業證照的律師開放入會。公會對於現為法律學院的學生提供免會費的法律學生會員資格。

## 組織
公會有幾位執行官，包括會長、準會長(president-elect)及副會長。

## 賓州公會基金會
"賓夕法尼亞州公會基金會"是賓夕法尼亞州律師公會的501(c)條款之慈善組織；成立於1984年，目的是協助公會參與公共服務。基金會之董事會是由23名有表決權的會員管理，而其財政支持來自自願捐款。

## 青年律師部門
賓夕法尼亞州律師公會的青年律師部門會員的條件是年齡在40歲以下、或從事法律工作不到五年的會員。對於符合年齡及執業時間標準的會員免會費。

## 圖片

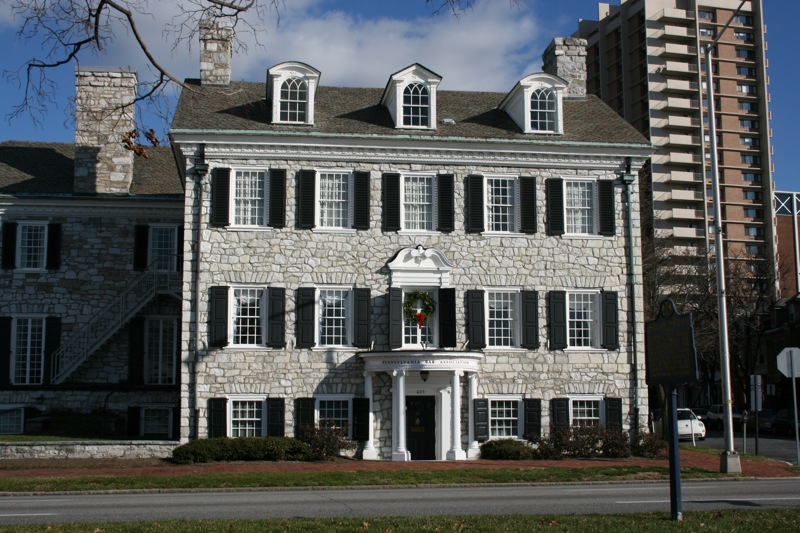
賓夕法尼亞州哈里斯堡賓夕法尼亞州律師公會總部

## 外部連結
- Pennsylvania Bar Association Website （页面存档备份，存于）